# ヘビギンポ
ヘビギンポ（蛇銀宝）、学名 Enneapterygius etheostomus は、スズキ目・ヘビギンポ科に分類される魚の一種。東アジアの温暖な岩礁海岸に生息する小型の底生魚である。
成魚は全長6cmほど。オス・メス共に褐色の体には数本の横帯があり、繁殖期のオスは全身が黒く染まり、尻尾付近に2本の白い横縞が浮き出る。体は前後にやや細長いが、頭と鰭は体の割りに大きい。目が大きく、吻は短いながらも前方に尖る。本種に限らず、ヘビギンポ科の魚は同様に背鰭が3基に分かれ、腹鰭は軟条が各2本出るのみなので、よく似たハゼ類、ウバウオ類、イソギンポ類などと区別できる。
日本・朝鮮半島・中国・台湾・ベトナムまで、東アジア沿岸の熱帯・温帯域に広く分布する。日本では北海道南部から南西諸島まで見られるが、最近の研究では日本で「ヘビギンポ」とされる魚の中に複数種が含まれている事が分かってきており、今後の研究が期待される。
岩礁海岸の波打ち際付近に生息し、鰭をはためかせながら岩の表面を泳ぐ。タイドプール、港の防波堤、消波ブロックの表面などで素早く泳ぎ回るのが見られる。餌は藻類を食べる。